# Крылов, Никита Андреевич
Ники́та Андре́евич Крыло́в (род. 7 марта 1992, Красный Луч) — боец смешанного стиля, представитель тяжёлой и полутяжёлой весовых категорий. Выступает на профессиональном уровне начиная с 2012 года, известен по участию в турнирах таких бойцовских организаций как UFC, M-1 Global, Fight Nights, Oplot Challenge и др. Действующий чемпион Fight Nights в полутяжёлом весе. Мастер спорта Украины по кёкусинкай-карате и боевому самбо. Занимает 12 строчку официального рейтинга UFC в полутяжёлом весе.

## Биография
Никита Крылов родился 7 марта 1992 года в городе Красный Луч Луганской области, детство провёл в шахтёрском посёлке Запорожье. В возрасте десяти лет по наставлению отца записался в секцию кёкусинкай-карате: «Тренировки мне понравились не сразу, но я был дисциплинированным ребёнком и постепенно втянулся».
Проходил подготовку под руководством тренера Валерия Александровича Александрова, неоднократно побеждал на турнирах республиканского значения, в 2008 году выиграл чемпионат Европы среди юниоров и выполнил тем самым норматив мастера спорта, затем на взрослом уровне стал обладателем Кубка Донбасса по кёкусинкай-карате. Имел возможность отправиться на чемпионат мира в Токио и сдать тест на первый дан, но вынужден был отказаться от этого из-за финансовых трудностей. После окончания школы несколько отошёл от спорта, учился на юридическом факультете Восточноукраинского национального университета имени Владимира Даля, работал шахтёром и учителем физкультуры в своей родной школе.

### Профессиональная карьера
В конце 2011 года Крылов познакомился с менеджером Юрием Киселёвым и решил попробовать себя в ММА. Он переехал в город Макеевку, тренировался в секции боевого самбо у Валерия Николаевича Андреева. Дебютировал в смешанных единоборствах в июле 2012 года в Донецке, победив своего первого соперника техническим нокаутом. Дрался довольно часто, так, до конца года успел провести в тяжёлой весовой категории тринадцать поединков, из них в двенадцати одержал победу и лишь в одном потерпел поражение — в противостоянии с Владимиром Мищенко на турнире Oplot Challenge попался в «ручной треугольник» и вынужден был сдаться. В 2013 году между ними состоялся матч-реванш, и вновь победителем вышел Мищенко, снова поймав Крылова в «треугольник руками». Также в этом году Никита Крылов выиграл гран-при Gladiators FC тяжёлого веса, одолев двух соперников за один вечер.
Имея в послужном списке четырнадцать побед и только лишь два поражения, Крылов присоединился к крупному российскому промоушену M-1 Global, где на гран-при тяжеловесов в четвертьфинале должен был заменить травмировавшегося Джеффа Монсона в бою против Магомеда Маликова. Однако Маликов тоже травмировался, и Крылова поставили в пару с немцем Габриэлем Тампу — изначально их бой рассматривался как четвертьфинал гран-при, но в конечном счёте получил статус резервного поединка на турнире M-1 Challenge в Санкт-Петербурге. В первом раунде Тампу пытался провести удушающий приём сзади, но Крылов избежал сдачи и к концу раунда подавил сопротивление немца градом ударов.

### Ultimate Fighting Championship
Благодаря череде удачных выступлений Крылов привлёк к себе внимание крупнейшей бойцовской организации мира Ultimate Fighting Championship и подписал с ней контракт на четыре боя. Дебютировал здесь в августе 2013 года, но в первом поединке выглядел не впечатляюще, проиграв техническим нокаутом австралийскому ветерану Соа Палелеи (сам боец объяснил своё поражение нервозностью и долгим перелётом из Донецка в Милуоки). Тем не менее, во втором бою он имел успех, ему хватило 25 секунд на то, что бы забить своего соперника Уолта Харриса.
Крылов принял решение спуститься в полутяжёлую весовую категорию и в марте 2014 года на турнире UFC 171 заменил уволенного Тиагу Силву в бою против Овинса Сен-Прё. В первом же раунде он попытался провести «гильотину» в партере, но в итоге сам оказался в бессознательном состоянии — Сен-Прё применил на нём редкий приём «удушение Вон Флю». Затем последовали победы над Коди Донованом и Станиславом Недковым на турнирах UFC в Дублине и Стокгольме соответственно.
Следующим соперником Крылова стал бразилец Маркус Рожериу де Лима, их бой должен был состояться ещё на турнире UFC Fight Night 69, вскоре после анонса был отложен на неделю и вставлен в кард UFC Fight Night 70, но и здесь не состоялся — из-за проблем с получением визы Рожериу де Лима не мог въехать в Соединённые Штаты. В итоге они сразились только на UFC Fight Night 74 в августе 2015 года, в первом раунде Крылов дважды попадался в «гильотину», но смог выбраться из всех захватов и в какой-то момент провёл успешный удушающий приём сзади.
В мае 2016 года на турнире в Роттердаме победил ещё одного бразильца, Франсимара Баррозу, тоже удушающим приёмом сзади. Позже нокаутировал Эда Хермана, но затем удушающим приёмом «гильотина» потерпел поражение от Михаила Циркунова. Руководство UFC предлагало Крылову подписать новый контракт, но его не устроили предложенные финансовые условия, и в начале 2017 года он покинул организацию.

### Fight Nights Global
В феврале 2017 года подписал контракт с российской бойцовской организацией Fight Nights Global сроком на два года. В дебютном поединке в промоушене должен был встретиться с американцем Эмануэлем Ньютоном, бывшим чемпионом Bellator в полутяжёлом весе, однако тот травмировался и был заменён менее именитым соперником Степаном Бекавачем — в итоге Крылов уже на 53 секунде первого раунда принудил его к сдаче с помощью «гильотины».
Поединок против Ньютона всё же состоялся в октябре 2017 года, Крылову понадобилось 43 секунды на то, что бы отправить своего оппонента в нокаут.
Одержав несколько уверенных побед, Никита Крылов удостоился права оспорить титул чемпиона Fight Nights в полутяжёлой весовой категории, который на тот момент принадлежал бразильцу Фабио Мальдонадо — чемпионский бой между ними состоялся в мае 2018 года. Первым же ударом ногой Крылов попал сопернику в пах, поединок сразу же приостановили, и Мальдонадо затем долго приходил в себя. В дальнейшем Крылов методично разбивал бразильца ударами, наконец, во втором раунде один из ударов пришёлся точно в подбородок, в результате чего Мальдонадо оказался в нокауте.

### Возвращение в UFC
Находясь на серии из четырёх побед подряд, осенью 2018 года Крылов вернулся в UFC, выступив на первом турнире организации в России. В поединке с четвёртым номером рейтинга полутяжёлого веса поляком Яном Блаховичем проиграл во втором раунде в результате успешно проведённого соперником удушающего приёма «ручной треугольник».

## Убеждения и личная жизнь
Поклонник Ильи Мате и Игоря Вовчанчина. На заре профессиональной карьеры ассоциировал себя с американским гангстером Аль Капоне (на левой руке у него есть татуировка в виде гангстерского пистолета-пулемёта Томпсона), однако впоследствии отказался от этого образа и взял себе прозвище Шахтёр (англ. The Miner) в знак уважения к жителям своего родного Донбасса.
Будучи этнически русским и живя на территории Луганской области, остро переживал события вооружённого конфликта в Донбассе и даже был готов с оружием в руках присоединиться к ополчению: «У меня были мысли взять оружие, но те мои знакомые, которые варятся в этом ежедневно, отговорили меня от этой идеи. Они убедили меня, что пользы будет больше, если я буду противостоять тому, что происходит у меня дома, теми силами и методами, которыми располагаю». Он неоднократно заявлял, что готов получить паспорт ЛНР или ДНР, если эти республики получат международное признание.

Считал и считаю себя русским, а где ты живёшь, на Украине, в Белоруссии или России не так уж и важно. У меня украинский паспорт и меня это вполне устраивает и не напрягает. А если наши республики будут признаны, появятся паспорта ДНР и ЛНР, то при таком раскладе я буду первым стоять в очереди за этим паспортом.— Никита Крылов
Является православным христианином, имеет на груди татуировку с изображением хризмы, а на правой руке ангела с крестом. Женат, есть сын.
Живёт и тренируется в Москве в команде Industrials.

## Статистика в профессиональном ММА
| Боёв 41  | Побед 30 | Поражений 11 |
| -------- | -------- | ------------ |
| Нокаутом | 12       | 3            |
| Сдачей   | 16       | 6            |
| Решением | 2        | 2            |

| Результат | Рекорд | Соперник               | Способ                               | Турнир                                               | Дата             | Раунд | Время | Место                   | Примечание                                     |
| --------- | ------ | ---------------------- | ------------------------------------ | ---------------------------------------------------- | ---------------- | ----- | ----- | ----------------------- | ---------------------------------------------- |
| Поражение | 30-11  | Богдан Гуськов         | TKO (удары руками)                   | UFC on ABC: Уиттакер vs. Де Риддер                   | 26 июля 2025     | 1     | 4:18  | Абу-Даби, ОАЭ           |                                                |
| Поражение | 30-10  | Доминик Рейес          | KO (удары)                           | UFC 314                                              | 12 апреля 2025   | 1     | 2:24  | Майями, Флорида, США    |                                                |
| Победа    | 30-9   | Райан Спэнн            | Сдача (треугольник)                  | UFC Fight Night: Ян vs. Двалишвили                   | 11 марта 2023    | 1     | 3:38  | Лас-Вегас, Невада, США  | Бой в промежуточном весе (215 фунтов).         |
| Победа    | 29-9   | Волкан Оздемир         | Единогласное решение                 | UFC 280                                              | 22 октября 2022  | 3     | 5:00  | Абу-Даби, ОАЭ           |                                                |
| Победа    | 28-9   | Александр Густафссон   | KO (удары)                           | UFC Fight Night: Блейдс vs. Аспиналл                 | 23 июля 2022     | 1     | 1:07  | Лондон, Великобритания  | «Выступление вечера».                          |
| Поражение | 27-9   | Пол Крейг              | Сдача (треугольник)                  | UFC Fight Night: Волков vs. Аспиналл                 | 19 марта 2022    | 1     | 3:57  | Лондон, Англия          |                                                |
| Поражение | 27-8   | Магомед Анкалаев       | Единогласное решение                 | UFC Fight Night: Розенстрайк vs. Ган                 | 27 февраля 2021  | 3     | 5:00  | Лас-Вегас, США          |                                                |
| Победа    | 27-7   | Джонни Уокер           | Единогласное решение                 | UFC Fight Night: Ли vs. Оливейра                     | 14 марта 2020    | 3     | 5:00  | Бразилиа, Бразилия      |                                                |
| Поражение | 26-7   | Гловер Тейшейра        | Раздельное решение                   | UFC Fight Night: Ковбой vs. Гейджи                   | 14 сентября 2019 | 3     | 5:00  | Ванкувер, Канада        |                                                |
| Победа    | 26-6   | Овинс Сен-Прё          | Сдача (удушение сзади)               | UFC 236                                              | 13 апреля 2019   | 2     | 2:31  | Атланта, США            |                                                |
| Поражение | 25-6   | Ян Блахович            | Сдача (треугольник руками)           | UFC Fight Night: Хант vs. Олейник                    | 15 сентября 2018 | 2     | 2:41  | Москва, Россия          |                                                |
| Победа    | 25-5   | Фабио Мальдонадо       | KO (удар рукой)                      | Fight Nights Global 87                               | 19 мая 2018      | 2     | 3:33  | Ростов-на-Дону, Россия  | Выиграл титул чемпиона FNG в полутяжёлом весе. |
| Победа    | 24-5   | Эмануэль Ньютон        | KO (удар коленом)                    | Fight Nights Global 77                               | 13 октября 2017  | 1     | 0:43  | Сургут, Россия          |                                                |
| Победа    | 23-5   | Маро Перак             | ТКО (удары руками)                   | Donbass Association of Combat Sports: United Donbass | 26 августа 2017  | 3     | 0:06  | Донецк, Украина         |                                                |
| Победа    | 22-5   | Степан Бекавач         | Сдача (гильотина)                    | Fight Nights Global 68                               | 2 июня 2017      | 1     | 0:53  | Санкт-Петербург, Россия |                                                |
| Поражение | 21-5   | Миша Циркунов          | Сдача (гильотина)                    | UFC 206                                              | 10 декабря 2016  | 1     | 4:38  | Торонто, Канада         |                                                |
| Победа    | 21-4   | Эд Херман              | KO (ногой в голову)                  | UFC 201                                              | 30 июля 2016     | 2     | 0:40  | Атланта, США            |                                                |
| Победа    | 20-4   | Франсимар Баррозу      | Сдача (удушение сзади)               | UFC Fight Night: Overeem vs. Arlovski                | 8 мая 2016       | 2     | 3:11  | Роттердам, Нидерланды   |                                                |
| Победа    | 19-4   | Маркус Рожериу де Лима | Сдача (удушение сзади)               | UFC Fight Night: Холлоуэй vs. Оливейра               | 23 августа 2015  | 1     | 2:29  | Саскатун, Канада        |                                                |
| Победа    | 18-4   | Станислав Недков       | Сдача (гильотина стоя)               | UFC on Fox: Gustafsson vs. Johnson                   | 24 января 2015   | 1     | 1:24  | Стокгольм, Швеция       |                                                |
| Победа    | 17-4   | Коди Донован           | TKO (удары руками)                   | UFC Fight Night: McGregor vs. Brandao                | 19 июля 2014     | 1     | 4:57  | Дублин, Ирландия        |                                                |
| Поражение | 16-4   | Овинс Сен-Прё          | Техническая сдача (удушение Вон Флю) | UFC 171                                              | 15 марта 2014    | 1     | 1:29  | Даллас, США             | Дебют в полутяжёлом весе.                      |
| Победа    | 16-3   | Уолт Харрис            | TKO (ногой в голову)                 | UFC on Fox: Henderson vs. Thomson                    | 25 января 2014   | 1     | 0:25  | Чикаго, США             |                                                |
| Поражение | 15-3   | Соа Палелеи            | TKO (удары руками)                   | UFC 164                                              | 31 августа 2013  | 3     | 1:34  | Милуоки, США            | Дебют в тяжёлом весе UFC.                      |
| Победа    | 15-2   | Габриэль Тампу         | TKO (удары руками)                   | M-1 Challenge 38                                     | 9 апреля 2013    | 1     | 4:27  | Санкт-Петербург, Россия |                                                |
| Поражение | 14-2   | Владимир Мищенко       | Сдача (треугольник руками)           | Oplot Challenge 40                                   | 8 марта 2013     | 1     | 0:58  | Харьков, Украина        |                                                |
| Победа    | 14-1   | Киличбек Саркарбоев    | TKO (удары руками)                   | Gladiators FC 2                                      | 19 января 2013   | 1     | 0:49  | Донецк, Украина         | Финал гран-при тяжёлого веса.                  |
| Победа    | 13-1   | Юлиан Богданов         | KO (удар рукой)                      | Gladiators FC 2                                      | 19 января 2013   | 1     | 1:17  | Донецк, Украина         | Полуфинал гран-при тяжёлого веса.              |
| Поражение | 12-1   | Владимир Мищенко       | Сдача (треугольник руками)           | Oplot Challenge 22                                   | 29 декабря 2012  | 1     | 1:47  | Харьков, Украина        |                                                |
| Победа    | 12-0   | Денис Симкин           | Сдача (американа)                    | Gladiators FC 1                                      | 22 декабря 2012  | 1     | 0:35  | Донецк, Украина         |                                                |
| Победа    | 11-0   | Валерий Щербаков       | Сдача (замок ахилла)                 | Честь воина: Кубок Игоря Вовчанчина                  | 9 ноября 2012    | 1     | 1:38  | Харьков, Украина        |                                                |
| Победа    | 10-0   | Владимир Герасимчук    | Сдача (кимура)                       | Oplot Challenge 7                                    | 20 октября 2012  | 1     | 1:35  | Харьков, Украина        |                                                |
| Победа    | 9-0    | Игорь Кукурудзяк       | Сдача (кимура)                       | ECSF: Кубок Коломыи                                  | 13 октября 2012  | 1     | 2:47  | Коломыя, Украина        |                                                |
| Победа    | 8-0    | Виктор Смирнов         | TKO (остановлен врачом)              | ECSF: MMA Lion Cup                                   | 2 октября 2012   | 1     | 0:12  | Львов, Украина          |                                                |
| Победа    | 7-0    | Анатолий Диденко       | Сдача (замок ахилла)                 | Oplot Challenge 4                                    | 15 сентября 2012 | 1     | 0:29  | Харьков, Украина        |                                                |
| Победа    | 6-0    | Алексей Степанов       | Сдача (удушение сзади)               | ECSF: MMA Ukraine Cup 7                              | 14 сентября 2012 | 1     | 0:29  | Донецк, Украина         |                                                |
| Победа    | 5-0    | Святослав Щербаков     | Сдача (рычаг локтя)                  | ECSF: MMA Ukraine Cup 6                              | 26 августа 2012  | 1     | 1:44  | Первомайск, Украина     |                                                |
| Победа    | 4-0    | Анатолий Диденко       | Сдача (удушение сзади)               | ECSF: MMA Ukraine Cup 5                              | 18 августа 2012  | 1     | 2:08  | Черкассы, Украина       |                                                |
| Победа    | 3-0    | Алексей Артёменко      | Сдача (гильотина)                    | Big Boys Fights                                      | 16 августа 2012  | 1     | 2:20  | Донецк, Украина         |                                                |
| Победа    | 2-0    | Денис Богданов         | Сдача (удушение сзади)               | ECSF: Кубок Западной Украины 2012                    | 10 августа 2012  | 1     | 1:31  | Трускавец, Украина      |                                                |
| Победа    | 1-0    | Александр Амрихин      | TKO (удары руками)                   | West Fight 4                                         | 27 июля 2012     | 1     | 0:56  | Донецк, Украина         |                                                |